# Ulmeritoides acosa
Ulmeritoides acosa är en dagsländeart som beskrevs av Ávila och Seville Flowers 2005. Ulmeritoides acosa ingår i släktet Ulmeritoides och familjen starrdagsländor. Inga underarter finns listade i Catalogue of Life.